# STS-61-F
STS-61-F, voluit Space Transportation System-61-F, is een geannuleerde space shuttlemissie die het zonnepaneel Ulysses in de ruimte moest brengen. Voor deze missie was de Challenger benodigd, maar die was niet beschikbaar omdat zij verongelukte na de lancering op 28 januari 1986

## Bemanning
De bemanning zou bestaan uit:
- Frederick H. Hauck
- Roy D. Bridges, Jr.
- John M. Lounge
- David C. Hilmers